# Казачий (Весёловский район)
Казачий — хутор в Весёловском районе Ростовской области.
Входит в состав Краснооктябрьского сельского поселения.

## География
Ранее этот населённый пункт назывался Казачий Хомутец.

### Улицы
- ул. Восточная,

- ул. Западная,
- ул. Луговая,
- ул. Степная,
- ул. Центральная,
- ул. Школьная.

## История
Хутор Казачий является самым старым хутором Весёловского района.
Считается что хутор был основан в мае 1723 года, когда сорок семей казаков под предводительством есаула Елизара Слободского приехали на Маныч, для того чтобы основать сторожевой городок и нести караульную службу, оберегая границы от набегов турок и черкес. Выехав из столицы донского казачества города Черкасска, на десятый день пути их обоз остановился у балки Ельмута на возвышении. Именно здесь казаки и основали свой городок. На курганах вокруг поселения были сложены кучи из камыша, который был облит дёгтем. Казаки круглосуточно несли караульную службу и были готовы в любую минуту при появлении врага зажечь костры.
Постепенно городок Казачий стал расширяться. Сюда стали переселяться казаки из донских хуторов и станиц: их привлекала плодородная земля, речка с обилием рыбы, раздольная степь.
В 1774 году казачинцы совершили поход под командованием 21-летнего полковника Матвея Ивановича Платова против крымского хана Девлет-Гирея.
В 1779 году казачинцы в составе русской армии во главе с А. В. Суворовым приняли участие в знаменитом переходе через Альпы.
Сражались казачинцы и с Наполеоном на берегах Дуная, в Пруссии, в Швеции.
На Дон всегда стремились бежать и крепостные крестьяне, так как знали: «С Дона выдачи нет!». Один из таких беглых крестьян, который пришел в хутор Казачий в начале 1800-х годов, впоследствии основал род богатых купцов Юндиных (беглых крестьян называли «юнда», от этого и происходит фамилия Юндины). Придя в хутор, крестьянин вырыл себе землянку и начал разводить огороды и бахчу. Вырученные деньги он отсылал своим братьям, которые оставались крепостными, постепенно они откупились и пришли к нему.
Шестеро братьев с семьями успешно занимались земледелием и скотоводством, разведением овец, лошадей, коров, волов, верблюдов, вели торговлю шерстью, мясом, овощами, бахчевыми культурами, мёдом, лошадьми для армии.
В 1870-х годах конезаводчиком Фёдор Корольков в хуторе Казачий была основана коннозаводская экономия, и с тех пор хутор стали называть Казачий Хомутец.
Согласно сведениям «Алфавитного списка населённых мест области войска Донского» за 1915 год, в хуторе Казачий было 180 дворов и проживало 725 человек (375 мужчин и 350 женщин). В хуторе существовало хуторское правление, церковь, приходское училище.
Революция 1917 года резко поменяла устоявшийся жизненный уклад.
На Дону, и в частности, в хуторе Казачьем было много так называемых иногородних — переселенцев с территории Украины, а также из других областей Российской империи. Именно поэтому Гражданская война в казачьих областях юга проходила с таким ожесточением и повлекла столько жертв. Главная причина такого противостояния — вековая неприязнь и вражда между жившими рядом друг с другом коренными казаками и переселенцами- крестьянами: казаки имели свою землю, особые права и привилегии, свои учреждения местного управления, а приезжие иногородние по-прежнему оставались безземельными и бесправными.
Советская же власть отменила казачьи привилегии, но отдавать свою землю казаки не торопились. Тогда иногородние стали организовывать свои партизанские отряды. Самым крупным таким формированием руководил сын украинского крестьянина-переселенца Борис Мокеевич Думенко, родившийся в хуторе Казачий Хомутец.
Отряд Думенко, который вырос сначала в батальон, а затем и в полк, осенью 1918 года стал первой на юге страны кавалерийской дивизией. Именно благодаря этой дивизии Красная армия одержала победу на юге России. Именно на базе этой дивизии впоследствии была сформирована Первая Конная армия. А созданный Б. М. Думенко в 1919—1920 годах Сводный кавалерийский корпус дал начало Второй Конной армии.
Однако, несмотря на все заслуги перед советской властью, Борис Мокеевич Думенко и офицеры его штаба были обвинены в контрреволюционной деятельности и 11 мая 1920 года расстреляны по приговору военного трибунала.
27 августа 1964 года Военная коллегия Верховного Суда СССР приговор в отношении Думенко и его подчинённых отменила «за отсутствием в их действиях состава преступления».
В 1932 году в хуторе Казачьем была открыта изба-читальня.
В 1933 год хозяйство поселения постигла засуха, неурожай, а затем и голод.
В июле 1942 года Весёловский район был оккупирован нацистами. В период оккупации в Весёловском районе действовали партизанские отряды.
Много приходилось жителям хутора работать и в послевоенные годы.
В 1948—1949 годах в хуторе была построена электролиния от Весёловской ГЭС.
В 1990 году Казачий стал местом схода, где был возрождён Весёловский казачий круг.

## Население
| 1989 | 2002 | 2010 |
| ---- | ---- | ---- |
| 461  | ↗530 | ↘473 |

### Известные люди
Здесь жил и был арестован протоиерей Григорий Васильевич Левчук, новомученик Русской Православной Церкви.
Здесь похоронен в братской могиле погибший 20 апреля 1918 года Евдоким Павлович Огнев, человек, который произвёл выстрел с крейсера «Аврора», ставший, по советской легенде, сигналом к штурму Зимнего дворца.
В 300 метрах от хутора установлен мемориальный комплекс «Всадники» посвящённый Борису Мокеевичу Думенко, участнику гражданской войны, уроженцу хутора.